# Condado de Uvalde
O Condado de Uvalde é um dos 254 condados do estado norte-americano do Texas. A sede do condado é Uvalde, e sua maior cidade é Uvalde.
O condado possui uma área de 4 037 km² (dos quais 5 km² estão cobertos por água), uma população de 25 926 habitantes, e uma densidade populacional de 6 hab/km² (segundo o censo nacional de 2000).
O condado foi criado em 1850.